# Julio dos Santos
Julio dos Santos, właśc. Julio Daniel dos Santos Rodríguez (ur. 7 maja 1983 roku w Asunción) – paragwajski piłkarz występujący na pozycji ofensywnego pomocnika lub napastnika w Sportivo Luqueño.

## Kariera
Julio dos Santos zaczynał karierę w 2001 w Cerro Porteño, gdzie grał do 2005. W tym samym roku dostał nagrodę dla najlepszego piłkarza w kraju. W 2006 przeniósł się do Bayernu Monachium. Dla bawarskiego klubu rozegrał pięć ligowych spotkań i został wypożyczony do VfL Wolfsburg. Następnie wypożyczano go także do UD Almería i Grêmio. W 2008 roku opuścił Bayern i trafił do brazylijskiego Athletico Paranaense. W latach 2009–2010 przebywał na wypożyczeniu w Cerro Porteño.
W reprezentacji Paragwaju debiutował w 2004 roku i jak dotąd wystąpił w 23 spotkaniach i 3-krotnie trafiał do siatki. Aníbal Ruiz wybrał dos Santosa do 23-osobowej kadry na Mistrzostwa Świata 2006.